# Культурная география
Культу́рная геогра́фия — направление общественной географии, изучающее пространственные культурные различия и территориальное распределение культур.
Как научное направление создано Карлом Зауэром в 1930-х годах, долгое время развивалось преимущественно в США. После Зауэра наибольший вклад в становление культурной географии внесли Ричард Хартсхорн и Вильбур Зелинский.
Зауэр применяет преимущественно методологию качественного и дескриптивного анализа, ограниченность которых в 1930-х годах стремился преодолеть в страноведческой географии Ричард Хартсхорн, а в дальнейшем сторонники революции количественного анализа.
В 1970-х годах возрастает критика позитивизма в географии и чрезмерной увлеченности количественными методами.
С 1980-х годов становится известным такое направление, как «новая культурная география». Она опирается на критические теории Мишеля де Серто и Жиля Делёза, которые отрицают традиционное представление о статичном пространстве. Развитие этих идей получило в непрезентативной теории.
Двумя основными разделами культурной географии являются поведенческая и когнитивная география.

## Области изучения
- Глобализация, объясняемая как культурная конвергенция,
- вестернизация или подобные ей процессы модернизации, американизации, исламизации и другие,
- теории культурной гегемонии или культурной ассимиляции посредством культурного империализма,
- культурная региональная дифференциация — изучение различий в образе жизни, включающих идеи, социальные установки, язык, социальные практики, институты и структуры власти и полный спектр культурных практик в географическом регионе,
- изучение культурного ландшафта,
- другие области, в том числе дух места, колониализм, пост-колониализм, интернационализм, иммиграция и эмиграция, экологический туризм.